# Złotki-Przeczki
Złotki-Przeczki – część wsi Złotki położona w Polsce, w województwie mazowieckim, w powiecie ostrowskim, w gminie Boguty-Pianki. Obok miejscowości przepływa rzeczka Pukawka, dopływ Bugu.
Administracyjnie Złotki-Przeczki są sołectwem w gminie Boguty-Pianki.
Dawniej wieś.

## Historia wsi
Pod koniec wieku XIX wieś w powiecie ostrowskim, gmina Kamieńczyk Wielki, parafia Boguty, licząca 98 mieszkańców.
W latach 1921–1931 wieś leżała w województwie białostockim, w powiecie ostrołęckim, w gminie Boguty.
Według Powszechnego Spisu Ludności z 1921 roku wieś zamieszkiwało 137 osób, 135 było wyznania rzymskokatolickiego, 2 prawosławnego. Jednocześnie 136 mieszkańców zadeklarowało polską przynależność narodową, 1 białoruską. Było tu 20 budynków mieszkalnych. Miejscowość należała do parafii rzymskokatolickiej w m. Boguty-Pianki. Podlegała pod Sąd Grodzki w Czyżewie i Okręgowy w Łomży; właściwy urząd pocztowy mieścił się w Bogutach.
W wyniku napaści ZSRR na Polskę we wrześniu 1939 miejscowość znalazła się pod okupacją sowiecką. Od czerwca 1941 roku pod okupacją niemiecką. Od 22 lipca 1941 do 1945 włączona w skład Landkreis Lomscha, Bezirk Bialystok III Rzeszy.
W czasie okupacji niemieckiej mieszkająca we wsi rodzina Złotkowskich udzieliła pomocy żydowskim rodzinom Ptaszków i Chazanów. W 1991 roku Instytut Jad Waszem podjął decyzję o przyznaniu Julii, Henrykowi Pawłowi i Stanisławowi Złotkowskim tytułu Sprawiedliwych wśród Narodów Świata.
W latach 1975–1998 miejscowość administracyjnie należała do województwa łomżyńskiego.

## Okolica szlachecka
Na początku XIX w. wieś częścią tzw. okolicy szlacheckiej, dawnej Ziemi nurskiej o wspólnej nazwie Złotki. Okolicę należącą do parafii Nur w roku 1827 tworzyły:
- Złotki Przeczki, 11 domów i 70 mieszkańców
- Złotki Pułapki, 7 domów i 38 mieszkańców
- Złotki Starawieś, 8 domów i 32 mieszkańców[7]